# Strzelec wyborowy

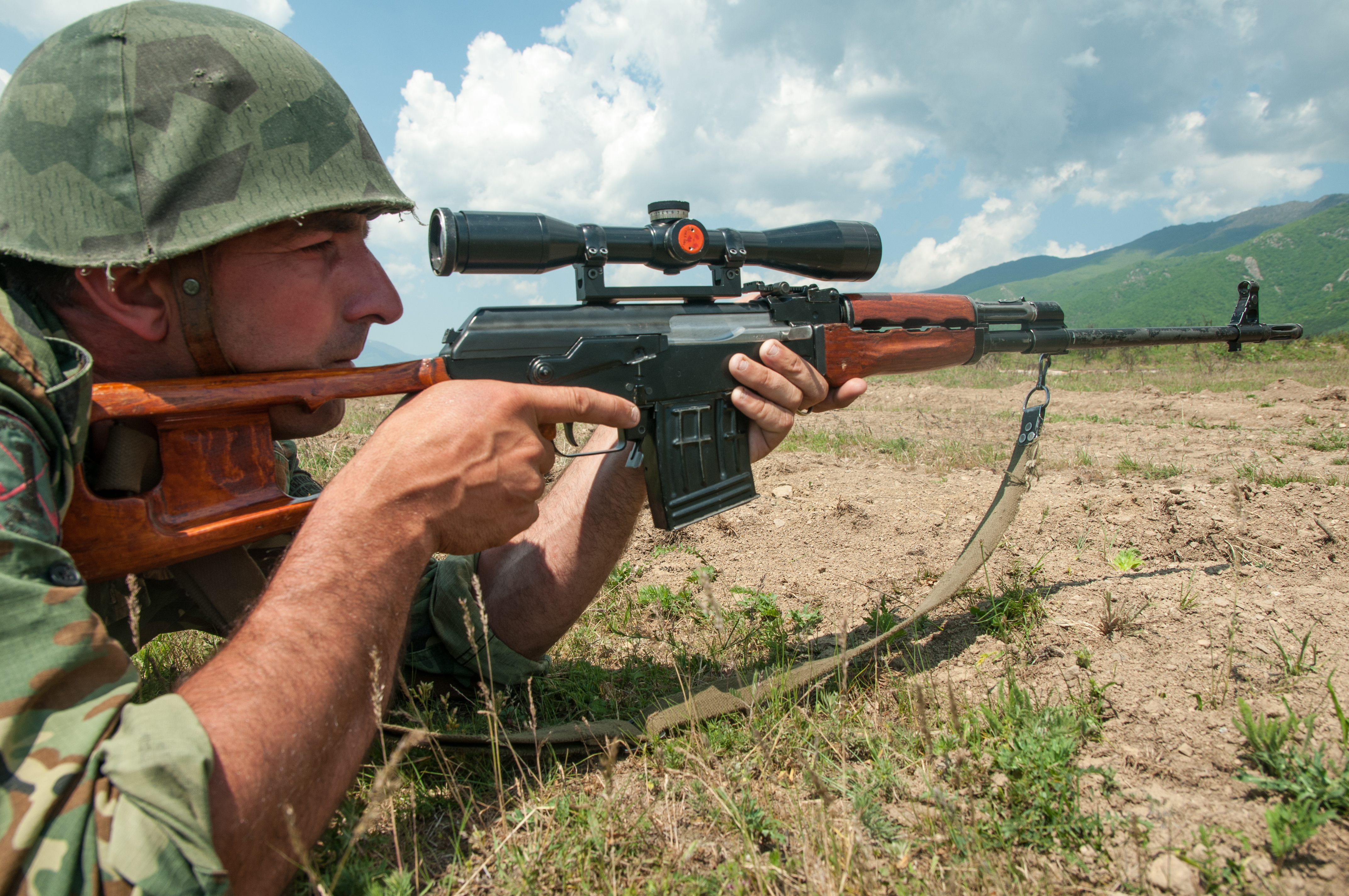
Bułgarski strzelec wyborowy

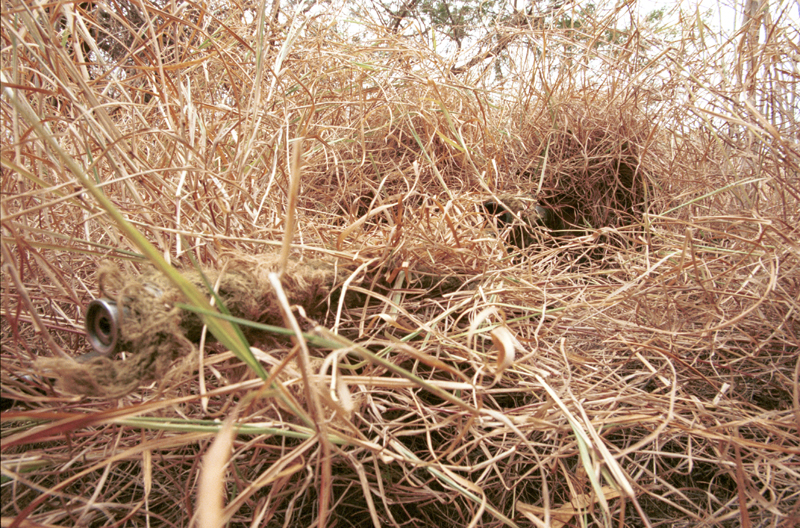
Przykład maskowania stosowanego przez strzelca wyborowego

Strzelec wyborowy (pot. snajper, staropol. strzelec celny) – żołnierz lub członek innej uzbrojonej formacji wyszkolony w precyzyjnym strzelaniu na dużą odległość, obserwacji i maskowaniu. Uzbrojenie strzelca wyborowego stanowi karabin wyborowy, specjalnie wyselekcjonowana broń wyposażona w celownik optyczny, noktowizor lub inny celownik umożliwiający celne strzelanie na duże odległości. Zadaniem strzelca wyborowego na polu walki jest eliminowanie ważnych celów pojawiających się w krótkim czasie. Mogą nimi być strzelcy wyborowi wroga, łącznicy, obsługa broni ciężkiej (karabiny maszynowe, działa, moździerze), załogi pojazdów pancernych uszkodzonych na polu walki, dowódcy.

## Nazwa

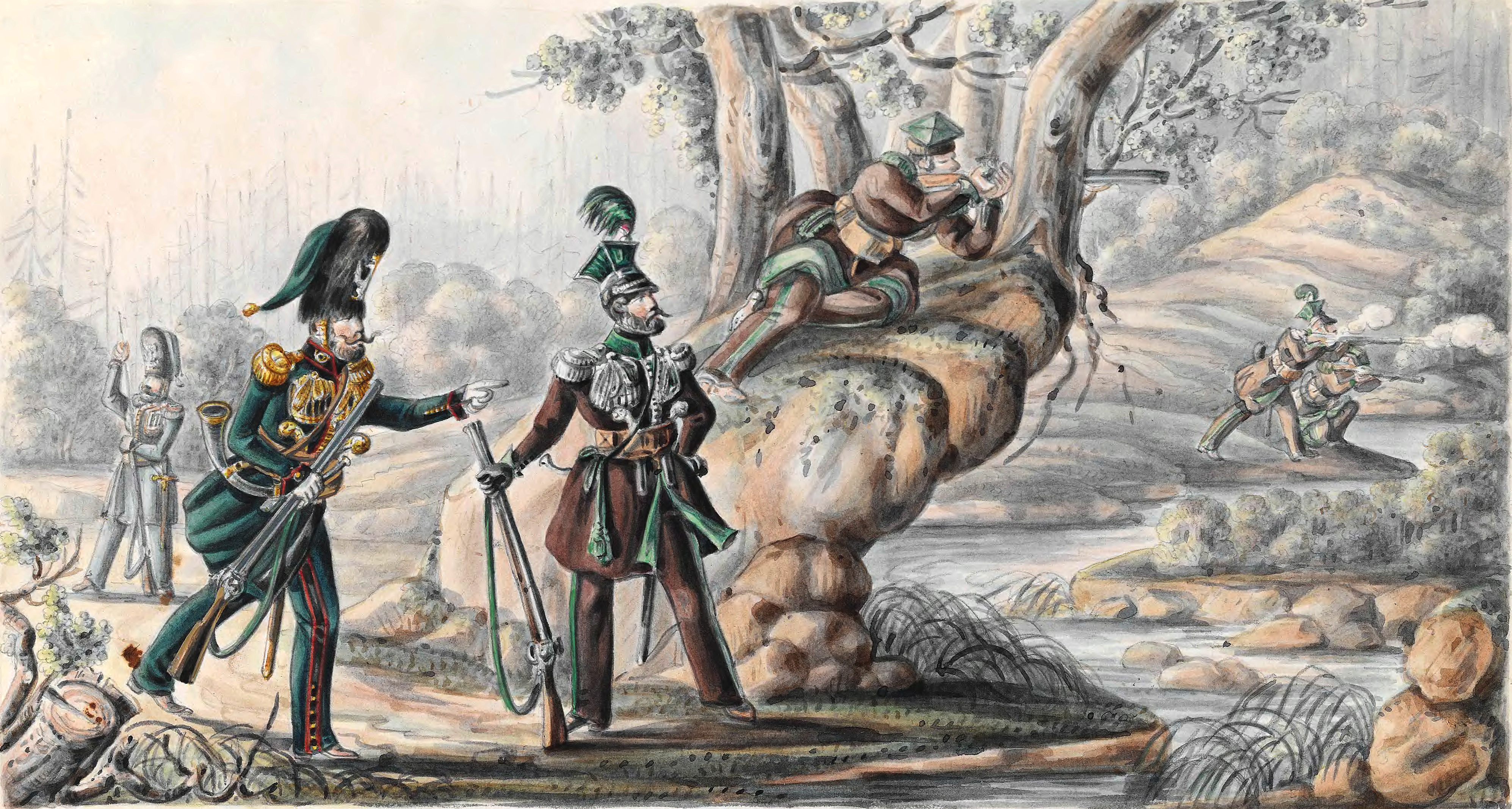
Strzelcy celni – polscy strzelcy wyborowi z powstania listopadowego; obraz autorstwa Romana Rupniewskiego

Polskim historycznym określeniem odpowiadającym funkcji strzelca wyborowego w armii polskiej jest strzelec celny, czyli członek oddziałów strzelców celnych powołanych przez Tadeusza Kościuszkę w czasie wojny polsko-rosyjskiej 1792 roku w obronie Konstytucji 3 maja.

### Strzelec wyborowy a snajper
Obecnie w polskiej terminologii wojskowej występuje wyłącznie określenie strzelec wyborowy. Jest ono odpowiednikiem występujących w terminologii państw anglosaskich określeń sniper oraz sharp shooter, designated marksman lub po prostu marksman. Pierwszy termin oznacza żołnierza działającego w pojedynkę lub w małej 2-3-osobowej grupie, o dużej autonomii, operującego niezależnie od większych pododdziałów, najczęściej wyposażonego w powtarzalny karabin wyborowy. Do jego typowych zadań należą zwiad i obserwacja, zwalczanie strzelców wyborowych nieprzyjaciela, eliminacja wyższych stopniem oficerów, wyznaczenie celów ataku oraz – w niektórych przypadkach, przy wykorzystaniu wielkokalibrowych karabinów wyborowych – niszczenie sprzętu. Pozostałe terminy oznaczają żołnierza działającego w ramach drużyny piechoty, wspierającego ją ogniem na dalszych dystansach. Dysponuje karabinem precyzyjnym (zazwyczaj samopowtarzalnym) lub karabinkiem automatycznym zaopatrzonym w celownik optyczny o powiększeniu 4-6x. 
Ze względu na znaczny wpływ języka angielskiego oraz fakt, iż wyrażenie snajper jest krótsze, a zarazem wygodniejsze w użyciu, rozpowszechniło się ono w języku potocznym, środkach masowego przekazu oraz literaturze popularnej. Jest ono również powszechnie używane, także przez wojskowych.

### Etymologia nazwysnajper
Snajper pochodzi od angielskiego pojęcia „polować na bekasy” (ang. „snipe shooting”) lub „strzelać z ukrycia” (ang. snipe). Anglicy uważali bowiem, że ten, kto jest w stanie podejść, a następnie trafić w małego i płochliwego bekasa, jest w stanie trafić we wszystko. Bekas jest ptakiem bardzo czujnym, którego trudno podejść, spłoszony wzbija się w powietrze po spiralnym torze – stąd wielką sztuką jest w niego trafić, a na miano łowcy bekasów (ang. sniper) mogą pozwolić sobie tylko nieliczni.
W literaturze przedmiotu wskazuje się, że pojęcie „sniper” pojawiło się pierwszy raz w 1773 r. w liście angielskiego żołnierza stacjonującego w Indiach. Natomiast jako oznaczenie wyborowego strzelca, który z ukrytego stanowiska likwiduje wybrane cele, pojawiło się w 1824 r.
Masowe użycie snajperów przypada na okres I wojny światowej, gdy Niemcy w ramach mobilizacji skierowali myśliwych (lub inne osoby umiejące skutecznie strzelać z broni długiej jeszcze przed wojną) specjalnie do eliminacji żołnierzy wroga. Do momentu schwytania jednego z niemieckich strzelców wyborowych na wiosnę 1915 roku, poważne straty wśród oficerów francuskich – a niekiedy zagładę całych plutonów – przypisywano zabłąkanym kulom.

## Użycie strzelców wyborowych

### Związek Socjalistycznych Republik Radzieckich
Radziecka, później rosyjska doktryna wojenna (a także doktryny krajów poradzieckich) przewiduje strzelców wyborowych wchodzących w skład każdej drużyny. Rola strzelców wyborowych w tych armiach została umniejszona po upowszechnieniu się dysponujących dużą siłą ognia karabinów automatycznych przystosowanych do szybkich akcji i walki na małych dystansach.
Podczas II wojny światowej stwierdzono, że karabiny wyborowe, drogie i podatne na uszkodzenia, nie są odpowiednie do sposobu walki wojsk radzieckich nastawionych na szybki atak zmasowanymi siłami. Po wprowadzeniu na uzbrojenie broni automatycznej, do której obsługi nie był potrzebny długotrwały trening strzelecki, karabiny wyborowe straciły na znaczeniu. Do roli strzelców wyborowych zaczęto przygotowywać kobiety, które miały za zadanie pozostając w ukryciu oczekiwać cierpliwie na odpowiednią okazję do oddania strzału, nie będąc jednocześnie narażone na niebezpieczeństwo walki wręcz.
Radzieccy strzelcy wyborowi odegrali znaczącą rolę podczas Bitwy o Stalingrad.

### Kraje zachodnie

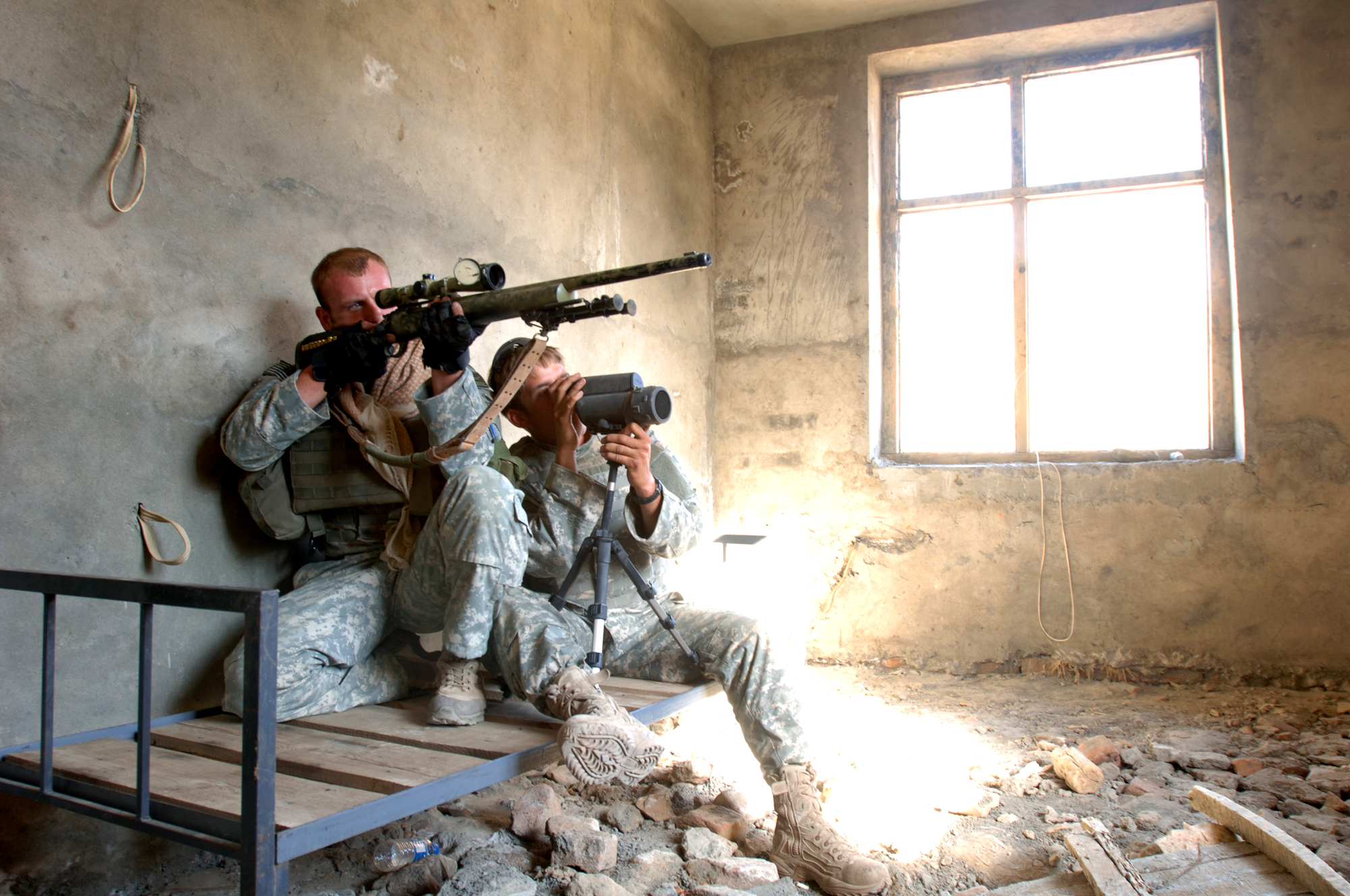
Amerykański zespół składający się ze strzelca wyborowego i obserwatora podczas wykonywania zadania rozpoznawczego, Dżalalabad, Afganistan

Strzelcy wyborowi Stanów Zjednoczonych, Wielkiej Brytanii i państw zachodnich o podobnej do nich doktrynie wojennej działają w zespołach dwuosobowych, strzelec i obserwator. Obaj posiadają inne zdolności i predyspozycje, ale szkoleni są razem do działania w zespole.
Typowymi misjami snajperów, strzelców wyborowych jest rozpoznanie, działania przeciwko wrogim strzelcom wyborowym, eliminowanie kadry dowódczej przeciwnika, a także niszczenie sprzętu przy użyciu broni strzelającej amunicją jak .50 BMG czy .338 Lapua Magnum. Strzelcy wyborowi wojsk brytyjskich i amerykańskich dowiedli swej wartości również podczas ostatniego konfliktu w Iraku działając jako wsparcie piechoty zwłaszcza w terenach zurbanizowanych.
Do 2017 roku rekord odległości celnego strzału na polu walki wynosił 2815 metrów. Strzał oddał stacjonujący w Afganistanie (prowincja Helmand) australijski zespół snajperski z kompanii Delta 2. pułku Commando (2 Cdo Regt). Podczas działań obserwacyjnych dostrzegł on oddział talibów. Jedna z wystrzelonych kul trafiła dowódcę oddziału talibów. Jest to najdalszy oddany do tej pory skuteczny strzał. Bronią, z której oddano rekordowy strzał, był wielkokalibrowy karabin wyborowy Barrett Model 82 Alpha 3 (w skrócie M82A3). Nazwisko strzelca pozostaje nieznane. Poprzedni rekord wynosił 2475 metrów. Strzał został oddany przez brytyjskiego strzelca wyborowego Craiga Harrisona w 2010 roku podczas misji w Afganistanie z karabinu L115A3 Long Range Rifle. Jeszcze wcześniejszy rekord odległości celnego strzału na polu walki wynosił 2440 metrów. Został oddany z karabinu powtarzalnego McMillan TAC-50 kalibru.50 BMG (12,7 mm) przez kanadyjskiego strzelca wyborowego Roba Furlonga (nie, jak podają niektóre źródła, Aarona Perry’ego, będącego jedynie dowódcą drużyny snajperskiej) w 2002 roku podczas inwazji na Afganistan. Lot pocisku wystrzelonego z tego karabinu trwał 4 sekundy, a jego tor balistyczny obniżył się o 44,5 metra (był to trzeci strzał, dwa poprzednie nie trafiły celu). Jeszcze wcześniejszy rekordowy strzał na odległość 2250 metrów został oddany podczas wojny wietnamskiej przez strzelca wyborowego Marines Carlosa Hathcocka, jego strzał pozbawił życia wietnamskiego majora.
Podczas wojny w Bośni i oblężenia Bejrutu terminem snajper określano żołnierzy-degeneratów terroryzujących cywilów. W oblężonym Sarajewie główna ulica miasta zyskała złą sławę Alei snajperów, ostrzeliwana przez żołnierzy serbskich zarówno z wysokich budynków okalających centrum miasta, jak i okolicznych gór. Ofiarami padali zazwyczaj przypadkowi ludzie, z których 1030 zostało rannych, a 225 zginęło. Wśród ofiar śmiertelnych było 60 dzieci.
W 2017 roku rekord celnego strzału został pobity i potwierdzony. Strzelcem był kanadyjski snajper, działający w ramach operacji  Joint Task Force 2 w Iraku jako jeden z 200 operatorów. Jego danych nie ujawniono. Strzał padł z karabinu McMillan TAC-50 na odległość 3450 metrów i był wycelowany w bojownika ISIS. Czas lotu pocisku wynosił około 10 sekund. Strzał został udokumentowany nagraniami wideo.

### Policyjni strzelcy wyborowi
Strzelcy wyborowi służący w policji najczęściej biorą udział w akcjach odbicia zakładników. Oddanie strzału odbywa się tylko w ostateczności jeśli zagrożone jest życie lub zdrowie zakładnika. Akcje tego typu odbywają się na relatywnie krótkich dystansach rzędu 100 metrów, a czasami nawet poniżej 50. Strzelec policyjny, oddający strzał w ostateczności, ma za zadanie ostateczne wyeliminowanie celu, czyli jego zabicie.

## Wyposażenie strzelców wyborowych

### Karabiny
Chociaż doskonałe wyposażenie ułatwia wykonanie zadania przez strzelca wyborowego, to podstawą jego skuteczności jest długotrwały trening. Dobrze wyszkolony strzelec wyborowy, wyposażony w zwykłą broń myśliwską będzie znacznie skuteczniejszy niż myśliwy z doskonałym i precyzyjnym karabinem wyborowym.

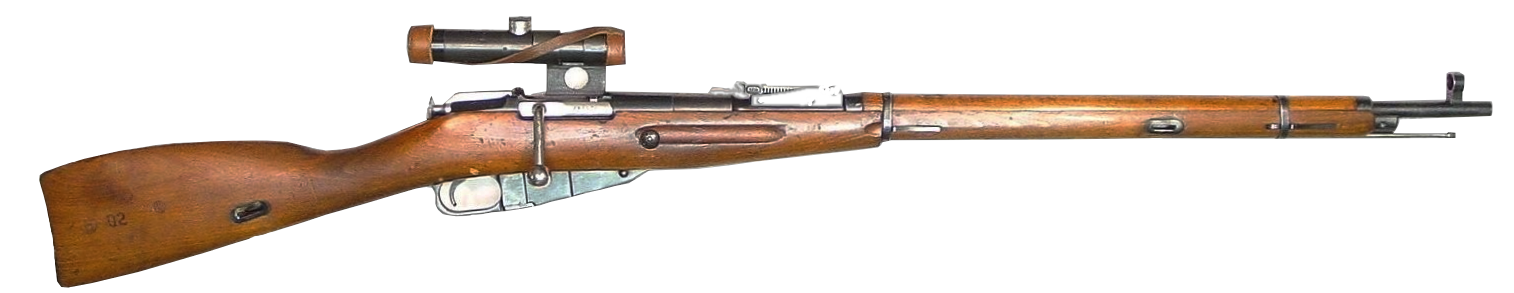
Wersja wyborowa karabinu Mosin 1891/30 z okresu II wojny światowej

Historyczna broń wyborowa różniła się od karabinów standardowych w bardzo niewielkim stopniu. Do strzelania precyzyjnego używano zarówno niemieckiego Kar98k konstrukcji Mausera, amerykańskich Springfield M1903 i M1 Garand, radzieckiego Mosin-Nagant, norweskiego Krag-Jørgensen, japońskiego Arisaka czy brytyjskiego Lee Enfield No 4.
Karabiny te były wybierane z całej serii produkcyjnej jako najdokładniej wykonane i najcelniejsze. Do każdej broni dodawano celownik optyczny, ale standardowe przyrządy celownicze nie były usuwane, aby stanowiły rezerwę w razie zniszczenia lub zaparowania podstawowego celownika optycznego.
Obecnie produkowane karabiny wyborowe są bronią specjalnej konstrukcji, dostosowaną do potrzeb, które ma zaspokajać. Dobrze skonstruowana broń wyborowa powinna spełniać następujące warunki:

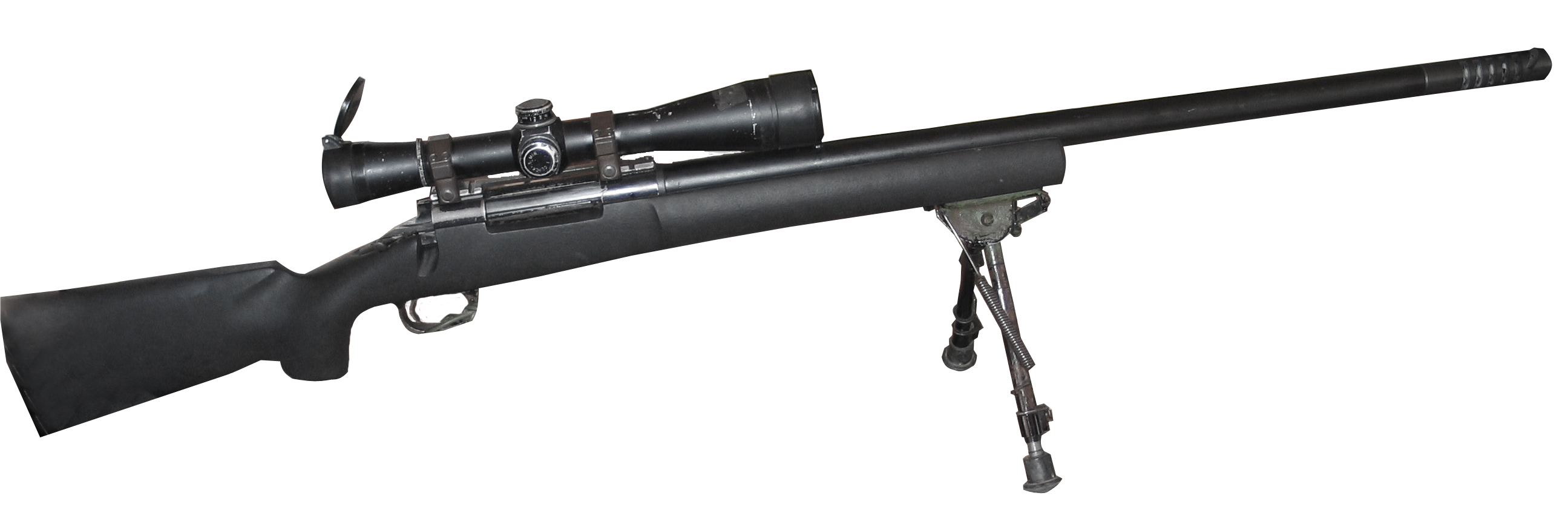
Współczesny karabin wyborowy M24 SWS

- Pasowanie poszczególnych elementów broni musi być odpowiednio dokładne, bez luzów.
- Precyzja wykonania lufy musi być bardzo wysoka, a metoda jej produkcji jest mniej ważna. Gwintowanie lufy jest wykonywane metodą toczenia. Niektóre lufy są poddawane procesowi odpuszczania po hartowaniu celem usunięcia naprężeń mogących powodować odkształcanie się lufy na skutek temperatury.
- Zastosowanie samonośnej lufy, czyli zamocowanie jej tylko w jednym punkcie do komory zamkowej (obsady lufy), tak, że nie dotyka łoża broni, ani żadnego innego jego elementu, co pomaga uchronić ją od wpływu mechanicznych i termicznych czynników zewnętrznych.
- Zastosowanie luf o dużej masie ze względu na ich wysoką częstotliwość rezonansową i wolniejsze nagrzewanie się przy intensywnym strzelaniu. Przykładem jest powtarzalny karabin wyborowy M24 SWS.
- Działanie spustu musi być płynne, bez szarpnięć, aby uniknąć zmiany punktu celowania podczas jego naciskania.
- Mała masa kurka i iglicy (zazwyczaj wykonanych z tytanu) powodująca redukcję czasu zadziałania broni po naciśnięciu spustu.
- Karabiny wyborowe posiadają zazwyczaj długie lufy (około 600 mm) pozwalające na całkowite spalenie się ładunku miotającego pocisk i nadanie mu maksymalnie dużej prędkości. Karabiny przeznaczone dla policji posiadają zazwyczaj krótsze lufy – umożliwia to łatwiejsze ich przenoszenie, a specyfika działań policyjnych nie wymaga aż tak dużych prędkości pocisków.

### Przyrządy celownicze

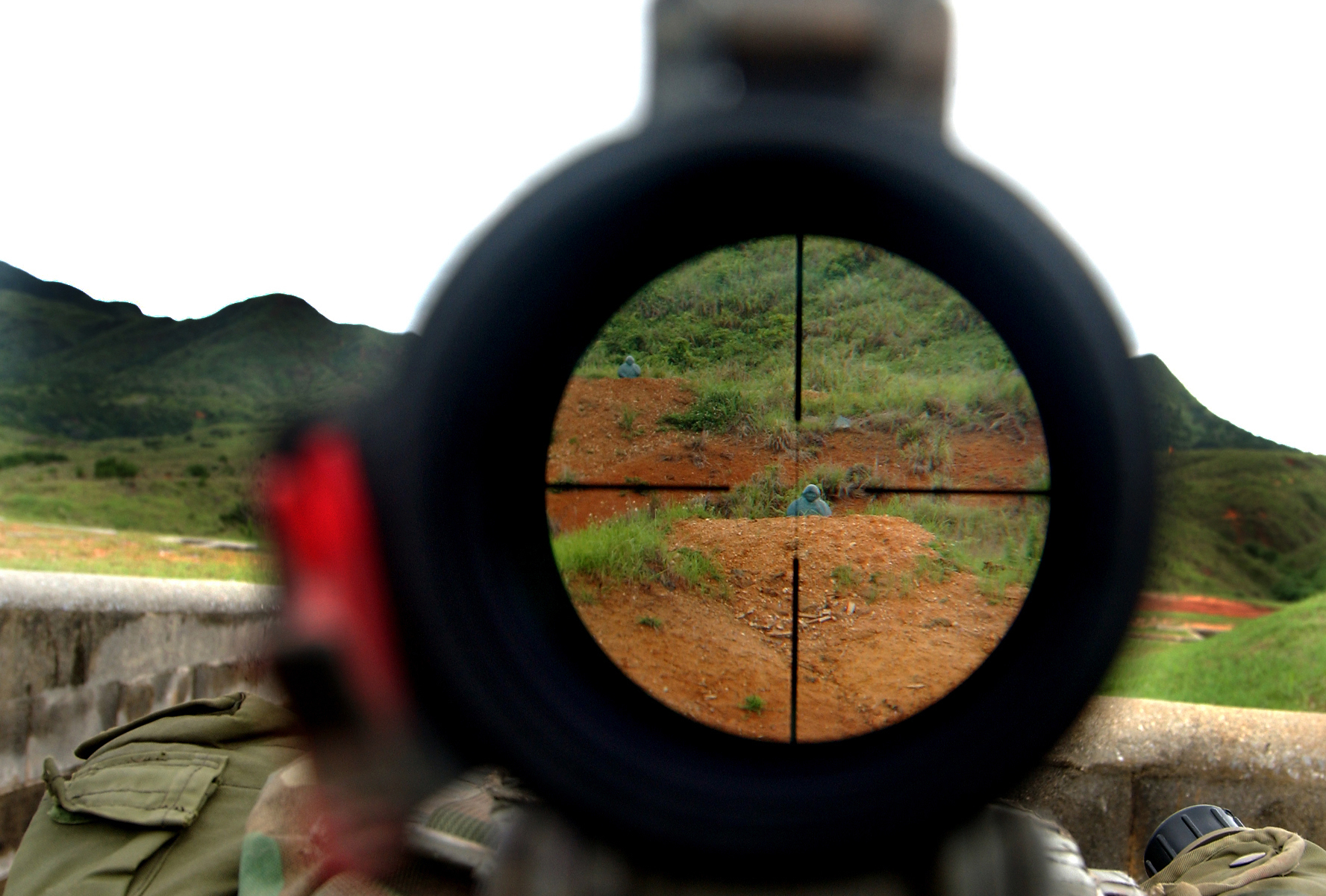
Widok celu przez celownik optyczny karabinu snajperskiego

Przyrządy celownicze karabinów wyborowych to zazwyczaj celowniki optyczne (teleskopowe). Siatka takiego celownika jest zazwyczaj inna niż w celownikach myśliwskich. Zawiera ona podziałki umożliwiające na podstawie proporcji, np. do sylwetki ludzkiej czy elementu zabudowy o znanej wysokości, określić odległość od celu, a także wprowadzić poprawkę kątową dla bocznego wiatru.
Powiększenie obrazu w celowniku teleskopowym rzadko jest większe niż 11x. Większość współczesnych karabinów wyborowych nie posiada standardowych mechanicznych przyrządów celowniczych polegając tylko na celownikach teleskopowych. Karabiny stosowane przez policję posiadają zazwyczaj celowniki teleskopowe o regulowanym powiększeniu ze względu na to, że celownik o dużym powiększeniu zastosowany do strzelania na krótkie dystanse ma zbyt zawężone pole widzenia. Niektóre celowniki posiadają dodatkowe wzmacniacze obrazu lub noktowizory pasywne umożliwiające strzelanie w nocy.

### Amunicja
Początkowo karabiny wyborowe były zasilane standardową amunicją karabinową, później selekcjonowaną amunicją specjalną, od roku 1985 obserwuje się jednak tendencję do zwiększania kalibru broni, umożliwiając tym samym strzelanie na większe odległości lub niszczenie sprzętu przeciwnika. Chociaż nowa broń jest ciężka, duża, nieporęczna, głośna i droga, to jednak ze względu na dużą moc pocisku coraz częściej znajduje zastosowanie bojowe.
Najpopularniejszą amunicją wielkokalibrową wykorzystywaną w wielkokalibrowych karabinach wyborowych jest obecnie nabój .50 BMG, natomiast karabin o największym kalibrze to obecnie chorwacki RT-20 strzelający amunicją 20 x 110 mm Hispano, używaną w małych działach. Najmocniejszy nabój karabinowy, 14,5 x 114 mm ze względu na energię kinetyczną pocisku jest stosowany w karabinie Denel NTW-14.5, ten model ma teoretyczną skuteczność rażenia siły żywej do 2,3 km. Lukę pomiędzy karabinami kalibru .50 i strzelającymi nabojami standardowymi 7,62 x 51 mm NATO wypełnia broń na amunicję nabój .338 Lapua Magnum, np. karabin Sako TRG-42 i .408 Chey-Tac. Prowadzone są również prace badawcze nad wielkokalibrowymi karabinami wyborowymi, takimi jak Barrett XM109, strzelającymi amunicją burzącą kalibru 25 mm.
W Polsce produkuje się wielkokalibrowy karabin wyborowy Tor strzelający amunicją .50 BMG. oraz karabin Bor strzelający 7.62 mm NATO i modyfikacja Bora testowany na mocniejszy nabój .338 LM Alex 338.

### Zasięg
Najdłuższy potwierdzony i ujawniony celny strzał snajperski w dziejach to dziś 3540 metrów (3,871 yd). Oddany został przez kanadyjskiego snajpera działającego w ramach Joint Task Force 2, w 2017 r. Pocisk pokonał odległość w czasie krótszym niż 10 sekund nim osiągnął cel. Strzał oddano z pozycji dominującej wysokością względem lokalizacji celu. Trafienie zostało zweryfikowane i potwierdzone nagraniami wideo. Wykorzystano karabin McMillan TAC-50.
Poprzedni rekord należał do zespołu australijskich snajperów z Company D, pododdziału 2nd Commando Regiment, w 2012 roku w czasie operacji w Afganistanie w prowincji Helmand. Strzał padł z 2815 metrów (9235 stóp, 1,75 mili). Nie jest przy tym jasne, który z dwóch strzelających operatorów trafił w cel, bowiem niemal jednocześnie pociągnęli za spusty. Ten rekordowy strzał padł z wielkokalibrowego karabinu wyborowego Barrett M82A1.
Dla porównania, większość operacji amerykańskich w Iraku wykorzystuje snajperów na dużo mniejsze dystanse, jednak w jednym potwierdzonym przypadku 3 kwietnia 2003 roku dwuosobowa drużyna snajperska Royal Marines Matt i Sam Hughes strzelała do celów oddalonych o 860 metrów (942 jardy); obaj byli uzbrojeni w angielski karabin Accuracy International L96. Ostrzał musiał być prowadzony przy celowaniu dokładnie 17 metrów w lewo od celu, aby skompensować silny wiatr.
W ramach operacji Enduring Freedom, 9 grudnia 2002 r.[9] hiszpańscy snajperzy marynarki strzelali do lin łączących maszt z mostkiem na frachtowcu północnokoreańskim So San, transportującym 12 lub 15[10] rakiet Scud na Oceanie Indyjskim w pobliżu wyspy Sokotra[11]. Liny uniemożliwiały zdesantowanie żołnierzy z helikopterów na pokład statku. Ostrzał był prowadzony na wzburzonych wodach, z pokładu fregaty Navarra klasy Santa-Maria oddalonego o 400 m od frachtowca. Strzelcy byli wyposażeni w karabiny Barrett M95.

### Trening
Dobry trening jest rzeczą kluczową, żeby zapewnić snajperowi wszystkie potrzebne do sprawnego działania umiejętności. Trening snajpera wojskowego ma nauczyć go biegłości w kamuflowaniu się i działaniu z ukrycia, obserwacji, jak i prowadzenia precyzyjnego ostrzału w różnych warunkach bojowych. W trakcie nauki tych nieodzownych umiejętności adepci wystrzeliwują tysiące nabojów przez szereg tygodni.
Snajperzy są szkoleni, by naciskać spust prosto do tyłu opuszką palca, aby uniknąć szarpania karabinem na boki. Najbardziej korzystną dla celności pozycją jest pozycja leżąca, z karabinem opartym na worku z piaskiem, a policzek strzelca powinien spoczywać na poduszce policzkowej. W czasie akcji dwójnóg może być użyty zamiast worka z piaskiem. Niekiedy strzelcy owijają pas broni wokół słabszej ręki dla lepszego unieruchomienia kolby.
Niektóre doktryny nakazują snajperowi oddychać głęboko przed strzelaniem, potem w czasie celowania i w momencie strzału wypuścić powietrze, utrzymując płuca puste. Inne idąc jeszcze dalej, uczą strzelców strzelać pomiędzy kolejnymi uderzeniami serca dla zmniejszenia ruchu lufy w pionie.

### Skuteczność
Kluczem do precyzyjnego strzelania jest skuteczność, zarówno strzelca, jak i jego broni. Skuteczność strzelca nie musi wynikać bezpośrednio z celności (którą nabywa się na szkoleniu), ale precyzyjne strzelanie nie może bez niej istnieć.
Zawsze istnieje pewien stopień przypadkowości z powodu różnorodnych warunków pogodowych i właściwości pocisku. Dobry karabin wyborowy musi ograniczyć ten efekt do minimum. Wystrzelone z nieruchomej pozycji pociski muszą trafiać w cel tak blisko siebie, jak to tylko możliwe, nawet z dużej odległości. Dlatego też snajper musi umieć oszacować odległość do celu, prędkość wiatru, wysokość nad poziomem morza swoją i celu, różnicę w temperaturze otoczenia i lufy broni oraz wiele innych istotnych czynników, mogących wpłynąć na strzał. Błędy w szacunkach potęgują się wraz ze wzrostem odległości i mogą obniżyć prawdopodobieństwo śmiertelności strzału albo spowodować, że cel nie zostanie w ogóle trafiony.
Strzelcy wyborowi muszą przystrzelać broń na strzelnicy. W trakcie tego strzelec przystrzeliwuje (zgrywa) karabin z lunetą na określony dystans (przeważnie na typową odległość konfrontacji z celem), by strzały trafiały do celu za każdym razem. Raz przystrzelany karabin musi utrzymywać swoją celność w polu. Jeśli tak nie jest, to musi zostać przystrzelany ponownie przed następnym zadaniem. Przystrzelana na daną odległość broń może być przed strzałem dostosowana do innej odległości i prędkości wiatru przy użyciu odpowiednich kalkulacji i szacunków.
Skuteczność wojskowego snajpera jest konieczna najbardziej, gdy pierwszy strzał ma zostać wystrzelony do wroga nieświadomego obecności strzelca. W takim wypadku takie cele, jak  oficerowie nieprzyjaciela, łącznicy czy wyposażenie najbardziej się odznaczają i są łatwe do zestrzelenia. Kiedy pierwszy strzał zostanie już oddany, każdy wróg pozostały przy życiu spróbuje się ukryć lub zlokalizować strzelca, więc niszczenie celów strategicznych staje się wtedy trudniejsze.
Potrzeba skuteczności jest jeszcze większa dla snajpera policyjnego, gdy w grę wchodzi uratowanie zakładnika. Strzał, który nie spowoduje natychmiastowej śmierci uzbrojonego napastnika, może spowodować, że zabije on zakładników, albo zawiesi negocjacje i zniknie z pola widzenia. W takiej sytuacji od jednego strzału zależy życie czasem wielu osób, a strzelec policyjny musi sobie z taką presją poradzić podczas strzelania.
Worek z piaskiem często stanowi dobrą podporę dla karabinu, chociaż w polu bardziej powszechny w użyciu jest dwójnóg. Jednak każda miękka powierzchnia, taka jak plecak, jest dobra do podparcia karabinu i może przyczynić się do skuteczności strzału. Szczególnie w pozycji leżącej dwójnogi pomagają w strzelaniu i utrzymaniu pozycji przez długi czas. Wiele karabinów policyjnych i wojskowych posiada odłączany dwójnóg w standardzie. Szwajcarscy snajperzy często wykonują improwizowane podpórki na przykład z gałęzi drzew, co ułatwia operowanie przez długi czas w górach, gdyż karabin nie posiada własnego dwójnogu i jest lżejszy.

### Celowanie
Odległość do celu jest mierzona lub szacowana tak dokładnie, jak na to pozwalają aktualne warunki, zaś poprawność tych szacunków staje się krytyczna przy dużych dystansach. Tor lotu pocisku jest zakrzywiony, snajper musi go skompensować poprzez celowanie wyżej od celu bardzo oddalonego. Jeśli dokładna odległość do celu nie jest znana, wtedy strzelec poczyni niepoprawne kompensacje i pocisk trafi zbyt wysoko lub nisko. Dla przykładu, standardowy amerykański pocisk naboju Winchester 0.308” (NATO 7,62 x 51 mm) na odległość od 700 do 800 metrów opada o 200 mm (8 cali). To oznacza, że jeśli strzelec błędnie oceni odległość jako mniejszą niż 700 metrów, podczas gdy w rzeczywistości będzie ona wynosić 800 metrów to pocisk trafi o 200 mm (8 cali) niżej niż to było przewidziane.
Laserowe dalmierze mogą być pomocne, ale nie są preferowane na polu walki, gdyż promień lasera może zostać zauważony, co zdradzi pozycję strzelca. Inną skuteczną metodą może być porównanie wielkości obiektów z ich wielkością na tysiącznej podziałce w lunecie. Przeciętnie ludzka głowa ma 150 mm szerokości, ramiona 500 mm a wysokość od krocza do czubka głowy wynosi 1000 mm.
By wyznaczyć odległość do celu używa się podziałki ‘mil dot’ w postaci suwaka logarytmicznego, do zmierzenia wysokości celu. Gdy znana jest wysokość znana jest i odległość do celu. Wysokość celu razy 1000 i podzielona przez jego wysokość w tysiącznych daje odległość w jardach. W literaturze anglojęzycznej tysiączna oznaczana jest skrótem ‘mil’. Tysiączna używana w armii (tysiączna z nadmiarem) jest w przybliżeniu równa 1 miliradianowi (1 mil ≈ 1mrad). Standard Amerykańskiej Marynarki Wojennej to 1 mil = 3,438 MOA (Minute of Angle – Minuta Kątowa), podczas gdy wojska lądowe stosują standard 3,6 MOA, dobrany tak, by dawać skupienie w kole o średnicy 36 cali (1 jardu) przy strzelaniu na 1000 jardów.
Przy większych dystansach spadek pocisku w pionie gra decydującą rolę. Oszacować ten efekt można zapamiętując wartości z tabeli lub umieszczając ją na lunecie. Niektóre lunety posiadają system ‘Bullet Drop Compensator’, tzn. wbudowaną kompensację obniżania się toru lotu pocisku. Wymagane jest tylko wprowadzenie odległości. Należy powiedzieć, że każdy nabój ma różne właściwości balistyczne. Nabój 0.308 Winchester z pociskiem o masie 11,3 grama (175 grainów) osiąga prędkość początkową 2600 ft/s (790 m/s). By trafić odległy o 600 jardów cel z broni wyzerowanej na 100 jardów, należy wprowadzić korektę wynoszącą 16,2 MOA. Zaś by trafić ten sam cel pociskiem o masie 10,9 grama (168 grainów), potrzeba już korekty wynoszącej 17,1 MOA. Lżejszy pocisk mimo większej prędkości początkowej szybciej traci energię w czasie lotu, dlatego trzeba zwiększyć poprawkę.
Strzelanie do celu znajdującego się niżej lub wyżej niż strzelec także może być utrudnieniem. Siła grawitacji jest kompensowana tylko wtedy, gdy strzelec i cel znajdują się na tym samym poziomie. Przykładowo, gdy strzelec znajduje się na parterze wysokiego na 300 jardów budynku a odległość do celu wynosi 400 jardów, należy wyzerować broń na 400 jardów. Lecz jeśli strzelec wejdzie na szczyt tego budynku to faktyczna odległość do celu (zgodnie z twierdzeniem Pitagorasa) wyniesie 500 jardów, ale jego broń musi pozostać wyzerowana na 400 jardów. Jeśli strzelec wyzeruje broń na 500 jardów to pocisk trafi nad celem. Wynika to z różnicy w sile grawitacji podczas strzelania poziomo i pod dużym kątem.
Dla celów poruszających się, punkt celowania znajduje się przed celem. Inaczej nazywa się to „wyprzedzaniem celu”, zaś długość wyprzedzenia zależy od prędkości, z jaką cel się porusza, i kąta tego ruchu. By celnie umieścić pocisk w celu, konieczne jest przewidzenie zachowania się celu.

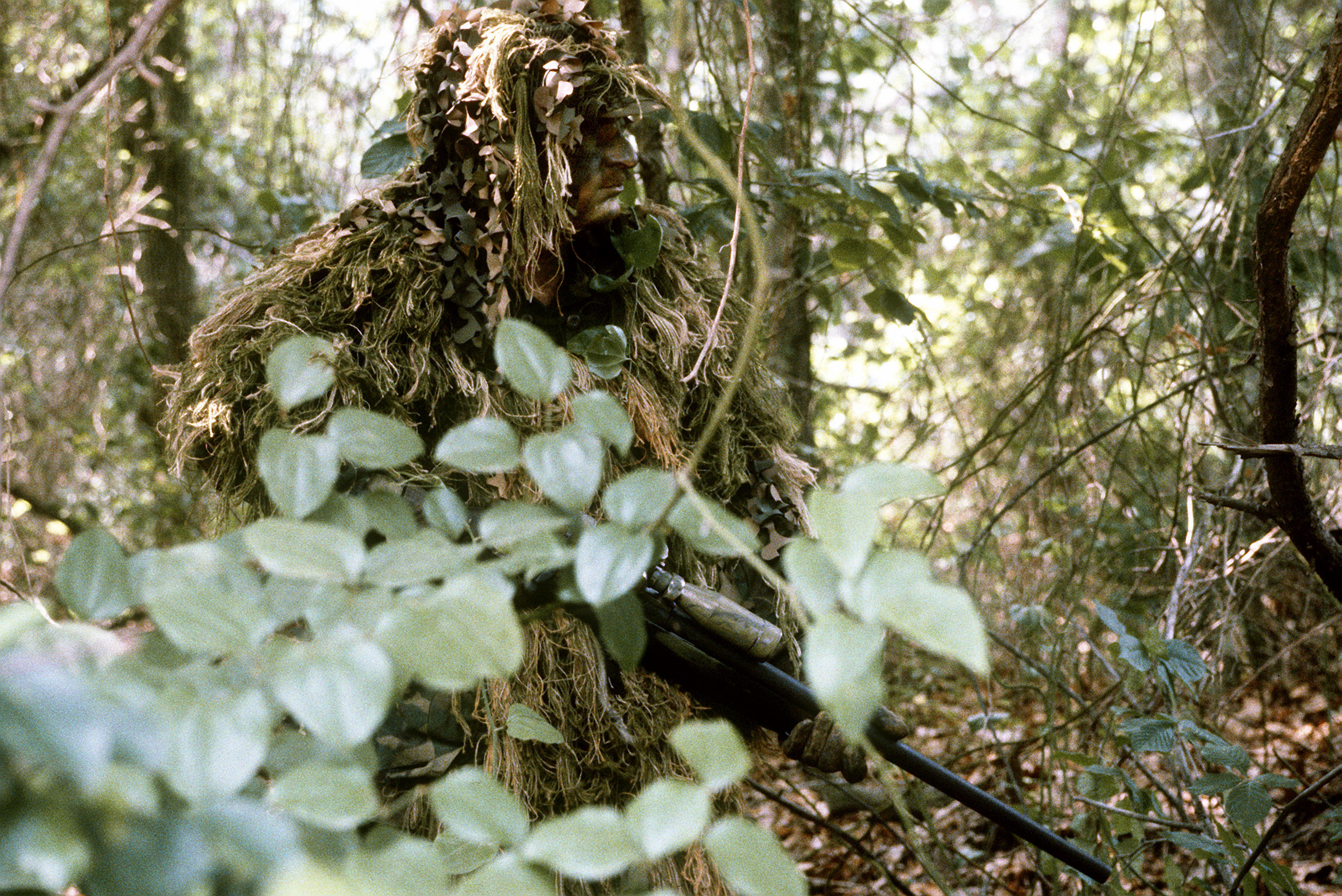
Zakamuflowany strzelec wyborowy Marines

Przy strzelaniu na odległości większe niż 1000 metrów dużo więcej czynników musi zostać wziętych pod uwagę. Temperatura powietrza, ciśnienie atmosferyczne, temperatura prochu, temperatura lufy i wilgotność powietrza to czynniki, które wpływają na odległość, po przeleceniu której pocisk staje się poddźwiękowy. Nie da się przewidzieć, gdzie trafi pocisk, który zwolnił do prędkości poddźwiękowej.
Strzelanie przez przeszkody jest kolejnym utrudnieniem. Wielu ludzi sądzi, że większy i cięższy pocisk posiada lepszą penetrację. Nie da się przewidzieć, co stanie się z pociskiem po wejściu w kontakt z jakąś materią podczas lotu. Gwint w lufie nadaje pociskowi po jej opuszczeniu wielką prędkość obrotową, a kiedy przejdzie przez przeszkodę, nie da się zagwarantować dalszego jego toru lotu. Im bliżej przeszkody, która ma zostać przestrzelona, znajduje się cel, tym większa jest szansa na jego trafienie.

### Kamuflaż
Bardzo często warunkiem wykonania zadania przez strzelców wyborowych jest konieczność pozostawania w ukryciu przez długi czas. Strój strzelca wyborowego musi zapewnić jego niewidzialność zarówno optyczną, jak i w podczerwieni. Do maskowania najczęściej używa się odpowiedniego do warunków i kolorystyki terenowej stroju zwanego Ghillie suit, często uzupełnionego przez Tick suit – odzież zmniejszającą emisję ciepła, czyli promieniowania podczerwonego na zewnątrz, czyniąc tak ubranego żołnierza praktycznie niedostrzegalnym również przy użyciu detektorów ciepła.

## Sławni strzelcy wyborowi

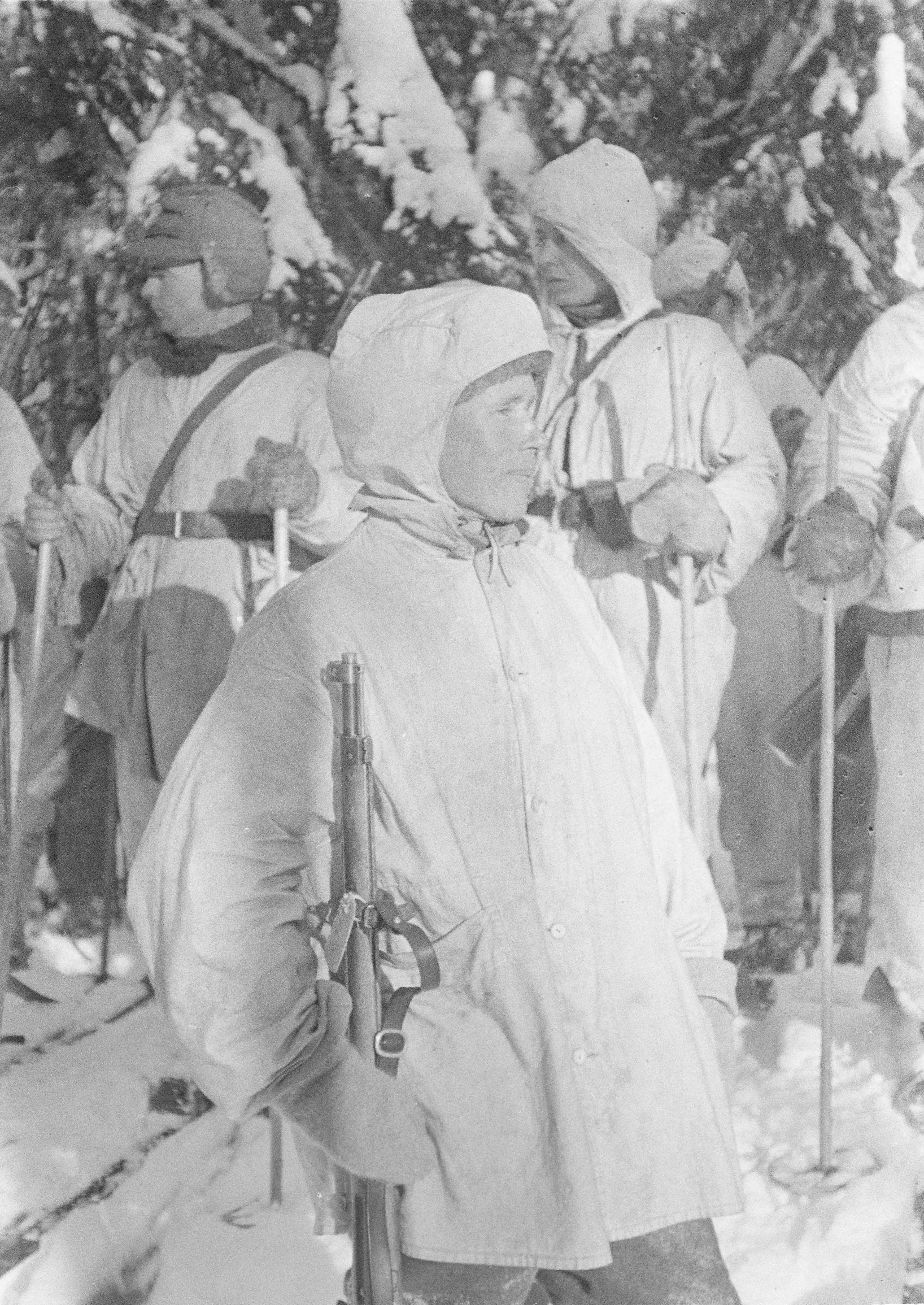
Simo Häyhä

Pierwsze wzmianki o strzelcach prowadzących celny ogień z ukrytych pozycji pochodzą z XVI-wiecznej Japonii. Będąca wtedy w użyciu broń nie była nawet w przybliżeniu tak celna jak dzisiejsza, a użycie prochu czarnego demaskowało strzelca dość szybko. Później wielokrotnie w historii europejskiej i amerykańskiej pojawiali się strzelcy wyborowi, poczynając od wojen napoleońskich poprzez wojnę secesyjną w Ameryce Północnej. Dopiero jednak wynalezienie prochu bezdymnego umożliwiło rozwinięcie się formacji strzelców wyborowych mogących prowadzić ogień z dużych odległości i jednocześnie uniknąć wykrycia przez dłuższy czas.
- Najsłynniejszym, posiadającym najwięcej potwierdzonych trafień, strzelcem wyborowym był Fin Simo Häyhä, który podczas wojny zimowej używając fińskiej wersji karabinu Mosin-Nagant M28, zastrzelił 542 żołnierzy radzieckich, używając jedynie standardowych przyrządów celowniczych. Jego zdaniem strzelec korzystający z celownika optycznego stanowił większy, łatwiejszy do trafienia cel, gdyż przy jego użyciu musi podnieść głowę wyżej, a na soczewce celownika mogły odbić się promienie świetlne, zwiększając ryzyko wykrycia. Zamiast celownika optycznego używał więc muszki i szczerbinki. Ponadto Simo Häyhä zastrzelił ponad 200 żołnierzy wroga z pistoletu maszynowego. Na uwagę zasługuje fakt, że dokonał on tego w ciągu tylko trzech miesięcy, gdyż później został ciężko ranny. Armia Czerwona w walce z Simo używała lotnictwa, artylerii oraz własnych strzelców wyborowych, jednak wszystkie te środki okazały się zupełnie nieskuteczne aż do 6 marca 1940, kiedy radziecki strzelec trafił Fina w szczękę. Simo przed utratą świadomości zdążył jeszcze trafić przeciwnika.
- Drugim w kolejności strzelcem wyborowym pod względem liczby trafień był również Fin, Sulo Kolkka, który zastrzelił ponad 400 żołnierzy Armii Czerwonej, korzystając z takiej samej broni, jak Simo Häyhä, używając tylko mechanicznych przyrządów celowniczych. Następnych 200 czerwonoarmistów zastrzelił z pistoletu maszynowego.
- Sepp Allerberger – Austriak, od 1943 r. w 144 pułku strzelców górskich z 3 Dywizji Strzelców Górskich, od listopada 1943 do kwietnia 1945 zastrzelił oficjalnie 257 czerwonoarmistów, nieoficjalnie – około 350.
- Zhang Taofang – Chińczyk, walczył podczas wojny koreańskiej w oddziałach tzw. Chińskich Ochotników Ludowych, skierowanych przez ChRL do wsparcia wojsk północnokoreańskich, w ciągu 32 dni zabił 214 wrogów z karabinu Mosin-Nagant.
- Iwan Sidorenko – prawdopodobnie najskuteczniejszy strzelec wyborowy Armii Czerwonej, walczący podczas II wojny światowej. Uzyskał 126 potwierdzonych trafień. Inne źródła podają ponad 500 zaliczonych trafień (Marek Czerwiński w książce „Pojedynki snajperskie”).
- Wasilij Gołosow – kolejny strzelec wyborowy Armii Czerwonej, który do 1943 roku, zanim zginął, zastrzelił 122 żołnierzy wroga, w tym 30 strzelców wyborowych.
- Wasilij Zajcew – najsłynniejszy strzelec wyborowy Armii Czerwonej, który podczas bitwy o Stalingrad zastrzelił 125 żołnierzy niemieckich, głównie oficerów. Film „Wróg u bram” opowiada o Wasiliju Zajcewie i jego pojedynku z fikcyjnym snajperem niemieckim określanym jako „major König”. Należy jednak zauważyć, że relacje o jego pojedynkach ze snajperami niemieckimi w Stalingradzie budzą poważne wątpliwości – między innymi nie zgadzają się nazwiska snajperów niemieckich, zabitych przez Zajcewa z tymi, którzy faktycznie walczyli w Stalingradzie.
- Ludmiła Pawliczenko – najskuteczniejszy strzelec wyborowy Armii Czerwonej wśród kobiet. Ukrainka, która podczas II wojny światowej zastrzeliła 309 żołnierzy wroga, w tym 36 strzelców wyborowych, używając karabinu Mosin-Nagant z celownikiem teleskopowym. W ciągu dwóch i pół miesiąca walk pod Odessą zastrzeliła 187 Niemców[potrzebny przypis].
- Nina Łobkowskaja – zastrzeliła 89 żołnierzy niemieckich w ciągu całej II wojny światowej[1].
- Carlos Hathcock – sierżant Piechoty Morskiej Stanów Zjednoczonych, walczący w Wietnamie. Zastrzelił 93 żołnierzy armii Wietnamu Północnego i partyzantów Vietcongu.
- Juba – iracki strzelec wyborowy (lub grupa strzelców), który zastrzelił wielu żołnierzy amerykańskich, celując w głowę lub połączenia w kamizelkach kuloodpornych, a jeszcze więcej poranił (z powodu używanego w swoim karabinie dość małego kalibru pocisków jak na snajpera). Nazwa Juba jest kryptonimem nadanym przez żołnierzy koalicji antyirackiej. Nigdy nie został schwytany ani nie potwierdzono jego istnienia. Opowieści o strzelcu Jubie mają charakter miejskiej legendy, podsycanej faktem znalezienia przez amerykańskie siły specjalne w budynku, który był prawdopodobnym stanowiskiem strzeleckim Juby, naboju z notką w języku arabskim „To co było wzięte krwią, może być odebrane tylko krwią”, podpisaną „Baghdad Sniper”. Wielu irackich bojowników podszywało się pod tę postać, aby spotęgować strach wśród żołnierzy koalicji. Zwolennicy opuszczenia wojsk koalicji z Iraku rozgłaszali tę legendę, dodając, że był (lub w dalszym ciągu jest) to „kulturalny” strzelec wyborowy, gdyż czekał aż z linii strzału i jego okolic (możliwy rykoszet) zniknęły kobiety i dzieci.
- Chris Kyle – amerykański snajper United States Navy SEALs, nazwany przez wrogów Diabłem z Ar-Ramadi, podczas misji w Iraku zabił 255 osób, z czego 160 zostało oficjalnie potwierdzonych przez Pentagon[9][10].

Powyższa lista nie jest rankingiem. Strzelec wyborowy ma za zadanie wykonanie misji, a wszelkie przejawy bicia rekordów mogą narazić na niebezpieczeństwo powodzenie misji i życie strzelca. Zadaniem kadry dowódczej jest usuwanie z szeregów wojska takich strzelców, dla których najważniejsze jest zabicie jak największej liczby ofiar.